# Famille Obolensky
Pour les articles homonymes, voir Obolenski.
La famille Obolensky est ancienne famille de la noblesse russe titrée prince par le tsar Pierre Ier en 1720.

## Histoire

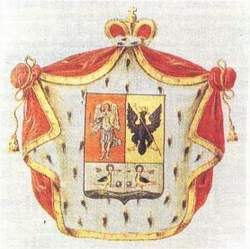
Armes de la maison
Obolensky.

Le nom de La famille Obolensky vient de la ville d'Obolensk dans la région de Kalouga en Russie.
La famille Obolensky est  une  famille russe d'ancienne noblesse de service, d'origine militaire, attestée depuis le début du XVIIe siècle (1613) et enregistrée dans la noblesse de Moscou et d'Orel . 
Ses membres furent des boyards de haut rang qui se mettent au service du tsar à partir du XVIIe siècle. Elle donna de nombreux militaires/généraux et gouverneurs et eut un rôle marquant dans la Russie impériale.
Ses membres, titrés prince par le tsar Pierre Ier en 1720, furent titulaires de nombreuses décorations et ordres militaires ou civils de l'Empire russe.

## Personnalités

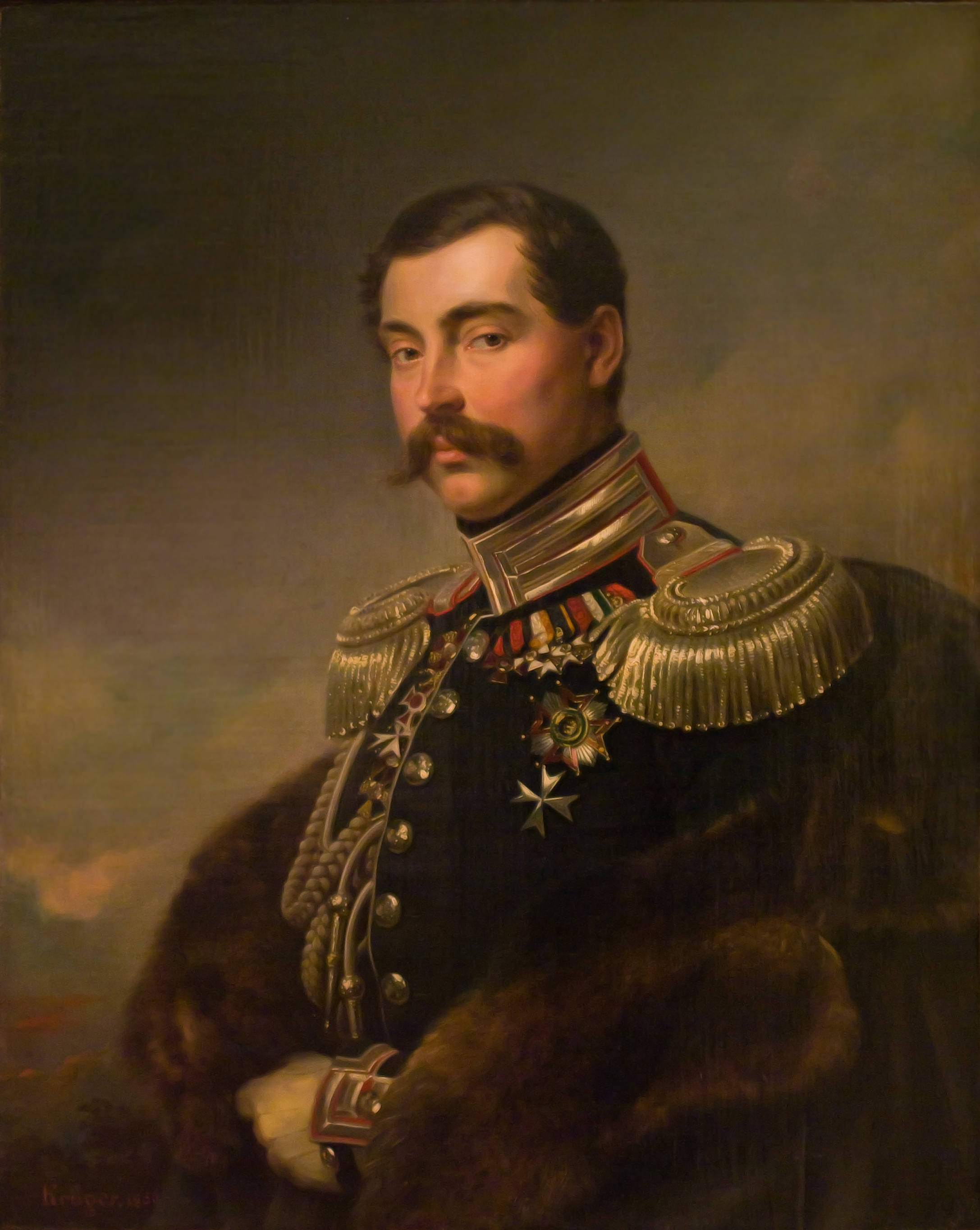
S.A.S le prince Pierre-Alexandre.

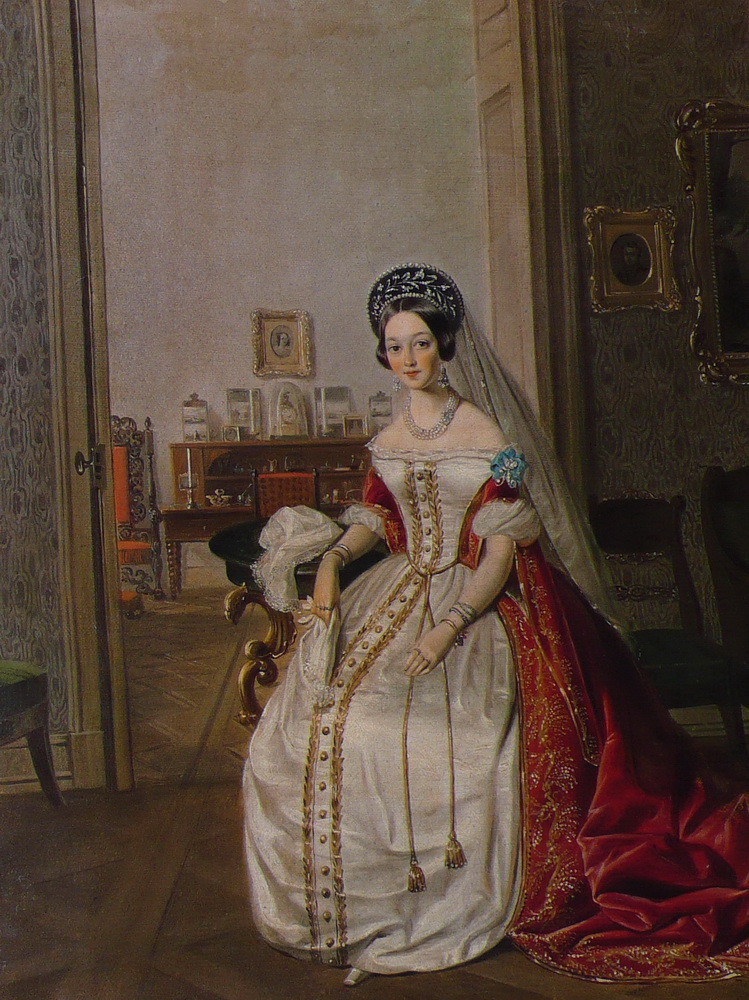
S.A.S la princesse
Maria Obolensky.

- Vladimir Obolensky (1757-1794), général-major de l'armée russe. Exerçant successivement les commandements du régiment de grenadiers de Moscou et du régiment de grenadiers de Sibérie, il est en poste à Varsovie en 1794, lors du soulèvement de la population polonaise.
- Ivan Obolensky (1754-1810), quatrième fils de Sergei Vassilievitch, diplomate, succède à son père au Conseil privé de la Cour.

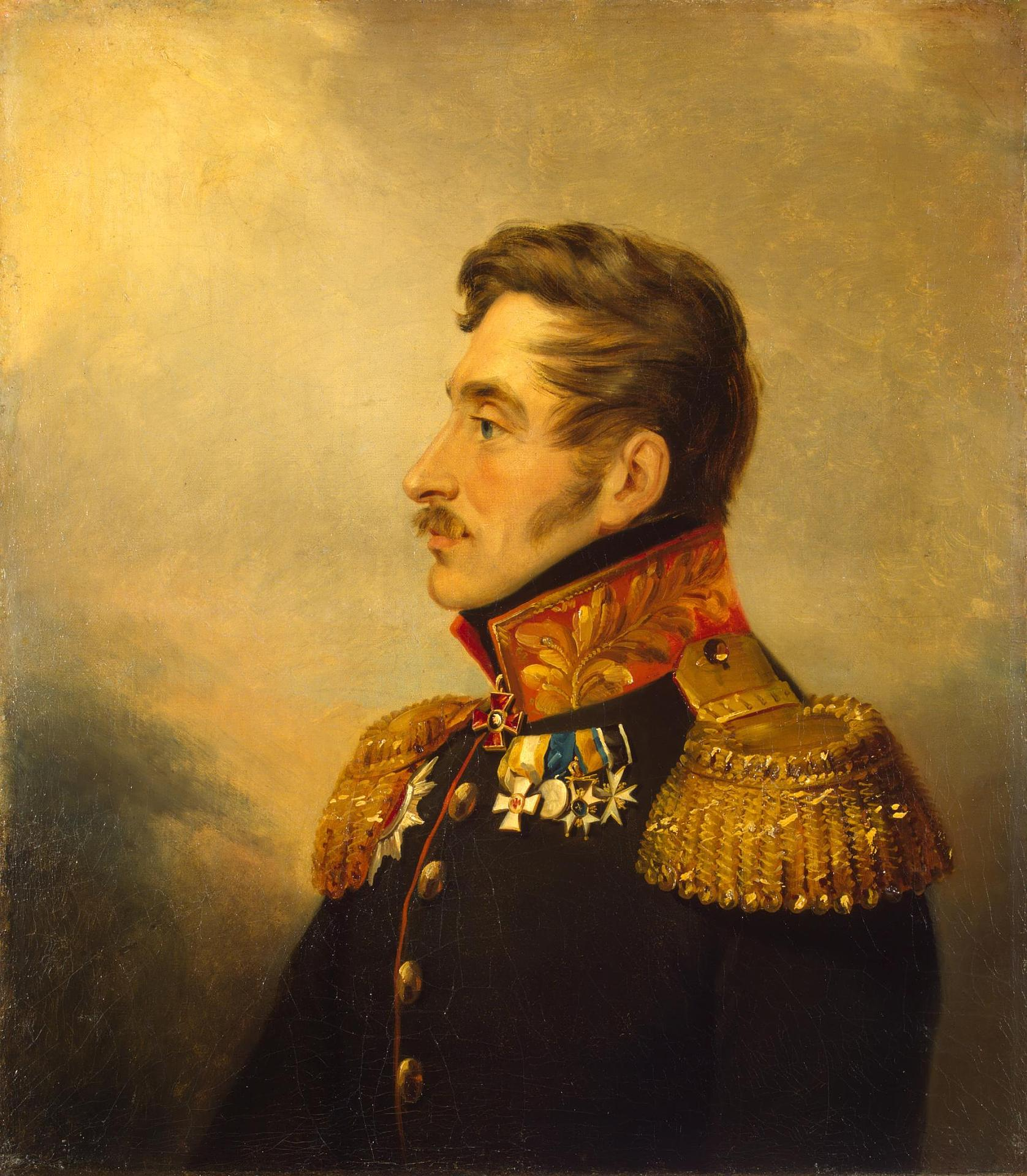
S.A.S le prince Alexandre Vladimir Obolensky.

- Alexandre Obolensky (1775-1849) gouverneur (goubernia) de la Moldavie-et-Bessarabie de 1813-1827.
- Alexei Obolensky (1759-1824), reçoit à cinq ans le grade de sergent de la garde impériale. Sénateur, membre du Conseil privé de la Cour, membre du Conseil de l'Empire.
- Nicolas Obolensky (1782-1837), ambassadeur de Russie, président du Conseil de l'Empire, secrétaire d'État, chevalier de l'ordre de Saint-Jean de Jérusalem, membre d'honneur de l'Académie des Beaux-Arts de Russie.
- Nicolas Pierre Obolenski, fils du précédent, général-major, diplomate, peintre amateur d'art et mécène. Vice-président de l'Académie impériale des beaux-arts de Saint-Pétersbourg.
- Pierre-Alexandre Obolensky (1745-1808), membre du Conseil d'État de l'empire russe.
- Ivan Obolenski, haut fonctionnaire de l'Empire russe, gouverneur de Chersonèse
- Serge Obolensky, officier dans l'armée impériale russe, puis dans l'Armée Blanche et enfin lieutenant-colonel dans un commando parachutiste (à 54 ans) de l'armée américaine en France en 1944. Il épousa en premières noces Catherine Alexandrovna Yourievska, fille légitimée d'Alexandre II
- Alexander Obolensky, joueur de rugby et pilote de la RAF, il meurt à l'entraînement en mars 1940.
- Nicolas Obolensky, résistant en France, déporté à Buchenwald[3]
- Véra Obolensky, son épouse, résistante en France[4], torturée par la Gestapo, décapitée à Berlin[5].
- Dimitri Obolensky, historien médiéviste britannique.